# NGC 7158
NGC 7158 је тројна звезда у сазвежђу Јарац која се налази на NGC листи објеката дубоког неба.
Деклинација објекта је - 11° 35' 31" а ректасцензија 21h 57m 28,0s. Привидна величина (магнитуда) објекта NGC 7158 износи 14,1.